# Erioptera bicornifer
Erioptera bicornifer är en tvåvingeart som beskrevs av Alexander 1921. Erioptera bicornifer ingår i släktet Erioptera och familjen småharkrankar. Inga underarter finns listade i Catalogue of Life.